# The Stolen Guy
The Stolen Guy è un cortometraggio muto del 1905 diretto da Lewin Fitzhamon.

## Trama
Un ubriacone cerca di farsi passare per un ragazzo finché i bambini non lo mettono in un falò.

## Produzione
Il film fu prodotto dalla Hepworth.

## Distribuzione
Distribuito dalla Hepworth, il film - un cortometraggio della lunghezza di 45,7 metri - uscì nelle sale cinematografiche britanniche nell'ottobre 1905. Non si hanno altre notizie del film che si ritiene perduto, forse distrutto nel 1924 quando il produttore Cecil M. Hepworth, ormai fallito, cercò di recuperare l'argento del nitrato fondendo le pellicole.